# Susanne Albrecht
Pour les articles homonymes, voir Albrecht.
Susanne Albrecht, née le 1er mars 1951 à Hambourg, est un membre de la deuxième génération de la Fraction armée rouge.

## Biographie
Elle fit partie en 1977 du commando chargé d'enlever le parrain de sa sœur Julia, Jürgen Ponto mais devant sa résistance, il fut abattu.
Naturalisée Est-Allemande en 1980, elle est arrêtée en juin 1990 et condamnée un an plus tard à douze ans d'emprisonnement.
Elle est ensuite devenue professeure d’allemand pour des enfants immigrés à Brême.